# ソングバード (映画)
『ソングバード』（Songbird）は2020年のアメリカ合衆国のSF映画。監督はアダム・メイソン、出演はKJ・アパとソフィア・カーソンなど。新型コロナウイルス感染症 (COVID-19) のパンデミック（世界的流行）を題材とし、実際にロックダウンされていた2020年のロサンゼルスで撮影を敢行した作品で、本国アメリカなどではネット配信されたが、日本では劇場公開される予定。

## ストーリー
2024年のロサンゼルス、4年前に始まった新型コロナウイルスの流行は一向に収まる気配がなく、市民の外出を禁じる戒厳令が敷かれていた。免疫のない者が出歩けば防護服の兵士に射殺され、ウイルスに感染した者は劣悪な環境の隔離ゾーンに監禁された。感染が治まった他の都市では規制も遥かに緩やかで、人々はロスからの脱出を望んだが、移動には免疫を証明する「免疫パス」のブレスレットが欠かせなかった。
青年ニコ・プライスはウイルスに対する免疫を保有しており、それを活かせるバイク便の配達員として働いていた。免疫があっても、ニコのように出歩く者は数少ない。ウイルスが服や体に付着して落とせない為に、免疫のない家族との接触を禁じられるのだ。ニコの生活も非常に孤独で、会話は携帯電話やドア越しに限られていた。
配達先で知り合ったサラ・ガルシアと相愛の仲のニコ。免疫のないサラとは窓ガラス越しにしか会えないが、いつか共にロスを脱出しようと語り合う二人。だが、サラと二人暮らしの祖母・リタが感染した。市民には毎日の検温の義務があり、リタの感染は翌日には衛生局に伝わる。防護服の局員たちがリタとサラを捕えに来る前に、裏取り引きされている「闇の免疫パス」を手に入れようと奔走するニコ。
闇のパスの仲介業者は、裕福に暮らすグリフィンと妻のパイパーだった。自分が知らぬ間にパスを配達していた事を、バイク便の社長レスターから聞かされるニコ。グリフィン邸を訪れたニコは、無理を承知で僅かな貯金を差し出し、パスが欲しいと懇願した。そんなニコに闇のパスの元締め・ハーランドの住所を教えるパイパー。だが、それはニコを消すための罠だった。
ハーランドの表の顔は、感染者を無慈悲に逮捕する衛生局の局長だった。ニコをナイフで刺して、闇のパスの情報の出どころを吐かせようとするハーランド。からくも脱出したニコはグリフィン邸に戻り、「誰にも話さない」ことを条件として、パイパーから2本のパスを手に入れた。
祖母のリタはコロナで死亡し、ハーランドに捕われるサラ。看病しても発症しなかったサラが免疫者だと気づくハーランド。だが、残忍なハーランドは抵抗したサラを許さず、隔離ゾーンへの移送を命じた。そんなハーランドを倒し、隔離ゾーンの門前でサラを救出するニコ。
免疫がないのに外出し、愛人の元に通う夫に愛想を尽かしていたパイパーは、闇のパス仲介の罪を全て夫に被せて無事に生き残った。宅配便の社長レスターの協力でロスを脱出するニコとサラ。ニコがレスターに送った最後の宅配便の包みには、祖母のリタが使えなかった免疫パスが入っていた。

## キャスト
- ニコ・プライス: KJ・アパ - 「レスター急配」のバイク便の配達員。
- サラ・ガルシア: ソフィア・カーソン - アーティストでニコの恋人。
- レスター: クレイグ・ロビンソン - ニコの上司。
- エメット・ハーランド: ピーター・ストーメア - ロサンゼルス公衆衛生局の局長。
- メイ: アレクサンドラ・ダダリオ - シンガーソングライター。ウィリアムの愛人。
- パイパー・グリフィン: デミ・ムーア - 裕福な家庭の夫人。
- マイケル・ドーザー: ポール・ウォルター・ハウザー - 「レスター急配」でドローン操作を担当する退役軍人。
- ウィリアム・グリフィン: ブラッドリー・ウィットフォード - 元レコード会社役員。パイパーの夫。
- エマ・グリフィン: リア・マクヒュー - パイパーとウィリアムの娘。
- リタ・ガルシア: エルピディア・カリロ - サラの祖母。
- アリス: ミコール・ブリアナ・ホワイト（英語版） - サラの隣人。

## 製作
アダム・メイソンとサイモン・ボエスは2020年3月の時点で本作の脚本を書き上げていた。5月19日、マイケル・ベイが新型コロナウイルス感染症を題材にした新作映画の製作に着手し、メイソンが監督に起用されたと報じられた。6月24日、デミ・ムーア、ピーター・ストーメア、ポール・ウォルター・ハウザー、クレイグ・ロビンソンが本作に出演するとの報道があった。7月、KJ・アパ、ソフィア・カーソン、ブラッドリー・ウィットフォード、ジェナ・オルテガの出演が決まったが、オルテガは結局出演しなかった。

### 撮影・音楽
2020年7月2日、適切な手続きが踏まれていないことを理由に、SAG-AFTRAが組合員に対して「本作の撮影に参加しないように」との通達を出した。それを受けて、本作の製作チームはすぐに必要な手続きを取ったため、通達は翌3日に取り下げられた。本作の主要撮影は同月8日にロサンゼルスで始まり、8月3日に終了した。新型コロナウイルスの流行を受けて、映画業界では撮影の中断・延期を余儀なくされていたが、本作はそのような状況下で撮影を完遂した最初の作品となった。なお、いくつかのアクションシーンの撮影では、マイケル・ベイ自ら演出を担当したという。
10月28日、ローン・バルフェが本作で使用される楽曲を手がけるとの報道があった。12月11日、ソニー・クラシカルが本作のサウンドトラックを発売した。

## 公開・マーケティング
2020年8月20日、STXエンターテインメントが本作の全米・全英配給権を獲得したと報じられた。10月28日、本作の劇中写真が初めて公開された。30日、本作のオフィシャル・トレイラーが公開されたところ、「今もなおコロナ禍で苦しむ人がいるというのに、それを安直なドラマにして金儲けをするとは何事か」という趣旨の批判が多数寄せられた。

## 評価
本作は批評家から酷評されている。映画批評集積サイトのRotten Tomatoesには58件のレビューがあり、批評家支持率は12%、平均点は10点満点で3.7点となっている。サイト側による批評家の見解の要約は「ストーリーはこんがらがっており、ダラダラと退屈な時間が続く。心に響くものもない。『ソングバード』には様々な仕掛けが施されているが、それらがロックダウンに関する意味のあるストーリーへと結実することはなかった。」となっている。また、Metacriticには11件のレビューがあり、加重平均値は26/100となっている。